# Bojujoče oblike
Bojujoče oblike je naslov slike ekspresionističnega slikarja Franza Marca iz leta 1914. Je eno umetnikovih najbolj abstraktnih in zadnjih del in je zdaj v Pinakothek der Moderne v Münchnu.

## Analiza slike
Sliko v veliki meri zaznamujeta dva vrtinca v svetlo rdeči in temno modri barvi, ki se oblikovno opazno razlikujeta. Medtem ko je modra oblika bolj kompaktna in skoraj sferična, je rdeča figura s svojimi raznolikimi vejami videti bolj obsežna in diferencirana. Rdeči barvni vrtinec, ki je rahlo v ospredju slike, se zdi, da se pomika kot v napadu proti modri obliki, ta pa se umika nazaj kot v obrambi. Obliki se ne premikata samo prečno, ampak se zdi, da se vrtita tudi v nasprotnih smereh. Rdeča oblika se vrti v smeri urinega kazalca, modra se vrti v nasprotni smeri. Na splošno je mogoče videti dokončano slikovno kompozicijo, čeprav je žena Franza Marca Maria Marc podpisano sliko opisala kot nedokončano.
Slika je eno najbolj obravnavanih slikarjevih del. Za interpretacijske pristope je značilno vprašanje simbolnega pomena obeh prevladujočih barvnih oblik, pa tudi premislek o tem, ali je tem na začetku nastajajočim abstraktnim oblikam mogoče pripisati konkretno vsebino. Če izhajamo iz Marcove barvne simbolike, to vodi v protislovja. Na sliki prevzame rdeča oblika. Po Marcu predstavlja težko in brutalno materijo, medtem ko je umaknjena oblika modra in bi po Marcu predstavljala ostro in duhovno moško načelo. Skladno s tem bi si morali sliko razlagati kot zmago materije nad duhom, kar pa ne bi moglo biti v Marcovem smislu, saj je bolj upal na zmago sil duha nad materijo v bližajočem se boju.
Marc je v pismu svoji ženi Mariji Marc dal sliki naslov Bojujoče forme, a šele kasneje kot udeleženec vojne na zahodni fronti, kjer je leta 1916 tudi umrl. Lahko torej domnevamo, da je Marc forme kljub nasprotju s svojo barvno simboliko razumel figurativno in jih razumel kot igralske subjekte. V tem oziru lahko slika dobro predstavlja boj med dvema nasprotujočima si silama, ki ju lahko interpretiramo kot dobro in zlo ali kot duhovne in materialne moči. Poleg tega si lahko zlasti rdečo figuro jasno razlagamo kot odtujeno ptico roparico. Občasno so ljudje mislili, da lahko vidijo nemškega cesarskega orla, ki ubija sovražnika. Tudi druge oblike, kot so modro-zelene konice v levem ospredju slike, kažejo na določen pomen. To jukstapozicijo reprezentacijskih in nereprezentacijskih prvin ne najdemo le pri Franzu Marcu, ampak tudi pri drugih slikarjih iz kroga Der Blaue Reiter.
Kot je aprila 1915 z vojne fronte pisal Marii Marc, je Marc, ko se je ozrl nazaj, videl abstrakcijo kot končno točko svojega dela, saj mu je sedaj postalo mogoče duhovnost izraziti v slikovni obliki. Po lastnem mnenju je od ljudi prešel k živalim in nazadnje k oblikam, saj se mu je prejšnji subjekt slike zdel nečist in zoprn. Čeprav je med njegovimi zadnjimi deli še vedno nekaj živalskih upodobitev, denimo Jelen v gozdu II, v retrospektivi niso več ustrezale njegovemu odnosu do življenja. Tudi narava se mu je nazadnje zdela grda, tako da jo je lahko predstavljal le shematično in odtujeno.
Vendar Marc ni verjel v slikanje brez predmeta. Leta 1913 je s svojim francoskim slikarskim kolegom Robertom Delaunayem trdil, da nereprezentativno slikarstvo ne more obstajati, ker gledalec vsako formo neprostovoljno in na različne načine interpretira objektivno kot stvar. Zato se v njegovih abstraktnih slikah vedno znova najdejo fragmenti živali, rastlin, hiš in pokrajin kot reprezentacijski spomini, ki so vtkani v krovno strukturo in potegnjeni v neprekinjeno gibanje. Ta dinamika je tisto, kar je še posebej značilno za Bojujoče oblike, umetniško delo, ki ponazarja cilj, da naredi organski ritem vseh stvari oprijemljiv.

## Ozadje
Marc je sliko ustvaril spomladi 1914 v Riedu blizu Kochel am See v vili, v katero sta se z ženo Mario Marc preselila šele aprila. Je del abstraktne serije s štirimi slikami, ki vključuje tudi Vesele oblike, Igrajoče se oblike in Zlomljene oblike. Prvi dve sliki pričarata harmonijo in idilo, drugi dve pa boj in propad. V tem času je bil Marc očitno izpostavljen ambivalentnim občutkom, ki so nihali med ugodjem v podeželski idili in apokaliptičnim razpoloženjem, kot nakazuje v tem času dokončano delo Tirolska. Marc je v eni svojih zadnjih slik Jelen v gozdu II ponovno prevzel vidik harmonije.
Takoj po izbruhu prve svetovne vojne se je Marc prijavil na služenje vojaškega roka. Marca 1916 je padel blizu Verduna. Slika Bojujoče oblike je ostala njegova last in je prešla v last njegove žene Marie Marc. Leta 1949 je Svobodna dežela Bavarska pridobila sliko in jo vključila v Bavarsko državno slikarsko zbirko. Delo je bilo sprva razstavljeno v Neue Pinakothek. Po dokončanju Pinakothek der Moderne leta 2002 je bila prenesena v Zbirko moderne umetnosti v Pinakothek der Moderne. Ob 100. obletnici smrti Franza Marca je bilo delo leta 2016 vrnjeno na kraj nastanka in prikazano v okviru posebne razstave Franz Marc - Utopija & Apokalipsa: bojne forme v Muzeju Franza Marca.
- Igrive oblike
- Zlomljene oblike
- Tirolska
- Jelen v gozdu II